# USS Tiru (SS-416)
USS Tiru (SS-416) là một  tàu ngầm lớp Balao được Hải quân Hoa Kỳ chế tạo trong Chiến tranh Thế giới thứ hai. Nó là chiếc tàu chiến duy nhất của Hải quân Hoa Kỳ được đặt cái tên này, theo tên một loài trong họ Cá mối Con tàu chưa hoàn tất vào lúc xung đột kết thúc, và sau ba năm trì hoãn nó hoàn thành vào năm 1948 theo cấu hình được nâng cấp theo Dự án GUPPY II. Nó đã phục vụ trong các cuộc Chiến tranh Lạnh, Chiến tranh Triều Tiên và Chiến tranh Việt Nam, và tiếp tục được hiện đại hóa theo Dự án GUPPY III. Nó ngừng hoạt động vào năm 1975, và bị đánh chìm như một mục tiêu ngoài khơi North Carolina vào năm 1979. Tiru được tặng thưởng sáu Ngôi sao Chiến trận do thành tích phục vụ trong giai đoạn Chiến tranh Lạnh và Chiến tranh Việt Nam.

## Thiết kế và chế tạo
Thiết kế của lớp Balao được cải tiến dựa trên  tàu ngầm lớp Gato dẫn trước, là một kiểu tàu ngầm hạm đội có tốc độ trên mặt nước cao, tầm hoạt động xa và vũ khí mạnh để tháp tùng hạm đội chiến trận. Khác biệt chính so với lớp Gato là ở cấu trúc lườn chịu áp lực bên trong dày hơn, và sử dụng thép có độ đàn hồi cao (HTS: High-Tensile Steel), cho phép lặn sâu hơn đến 400 ft (120 m). Con tàu dài 311 ft 9 in (95,02 m) và có trọng lượng choán nước 1.526 tấn Anh (1.550 t) khi nổi và 2.424 tấn Anh (2.463 t) khi lặn. Chúng trang bị động cơ diesel dẫn động máy phát điện để cung cấp điện năng cho bốn động cơ điện, đạt được công suất 5.400 shp (4.000 kW) khi nổi và 2.740 shp (2.040 kW) khi lặn, cho phép đạt tốc độ tối đa 20,25 hải lý trên giờ (37,50 km/h) và 8,75 hải lý trên giờ (16,21 km/h) tương ứng. Tầm xa hoạt động là 11.000 hải lý (20.000 km) khi đi trên mặt nước ở tốc độ 10 hải lý trên giờ (19 km/h) và có thể hoạt động kéo dài đến 75 ngày.
Tương tự như lớp Gato dẫn trước, lớp Balao được trang bị mười ống phóng ngư lôi 21 in (530 mm), gồm sáu ống trước mũi và bốn ống phía phía đuôi tàu, chúng mang theo tối đa 24 quả ngư lôi. Vũ khí trên boong tàu gồm một hải pháo 4 inch/50 caliber, một khẩu pháo phòng không Bofors 40 mm nòng đơn và một khẩu đội Oerlikon 20 mm nòng đôi, kèm theo hai súng máy .50 caliber. Trên tháp chỉ huy, ngoài hai kính tiềm vọng, nó còn trang bị ăn-ten radar SD phòng không và SJ dò tìm mặt biển. Tiện nghi cho thủy thủ đoàn bao gồm điều hòa không khí, thực phẩm trữ lạnh, máy lọc nước, máy giặt và giường ngủ cho hầu hết mọi người, giúp họ chịu đựng cái nóng nhiệt đới tại Thái Bình Dương cùng những chuyến tuần tra kéo dài đến hai tháng rưỡi.
Tiru được đặt lườn tại Xưởng hải quân Mare Island ở Vallejo, California vào ngày 17 tháng 4, 1944. Việc chế tạo tạm dừng trong ba năm do chương trình tàu ngầm bị cắt giảm sau khi Thế Chiến II kết thúc. Đến năm 1947, Hải quân quyết định sẽ hoàn tất nó theo cấu hình của Dự án GUPPY II, tích hợp những cải tiến qua kinh nghiệm chiến đấu và tiếnbộ kỹ thuật. Nó được hạ thủy vào ngày 16 tháng 9, 1947, được đỡ đầu bởi bà John P. Cromwell, vợ góa Đại tá Hải quân John P. Cromwell, và được cho nhập biên chế cùng Hải quân Hoa Kỳ vào ngày 1 tháng 9, 1948 dưới quyền chỉ huy của Hạm trưởng, Trung tá Hải quân Charles N. G. Hendricks.

## Lịch sử hoạt động

### 1948 – 1959

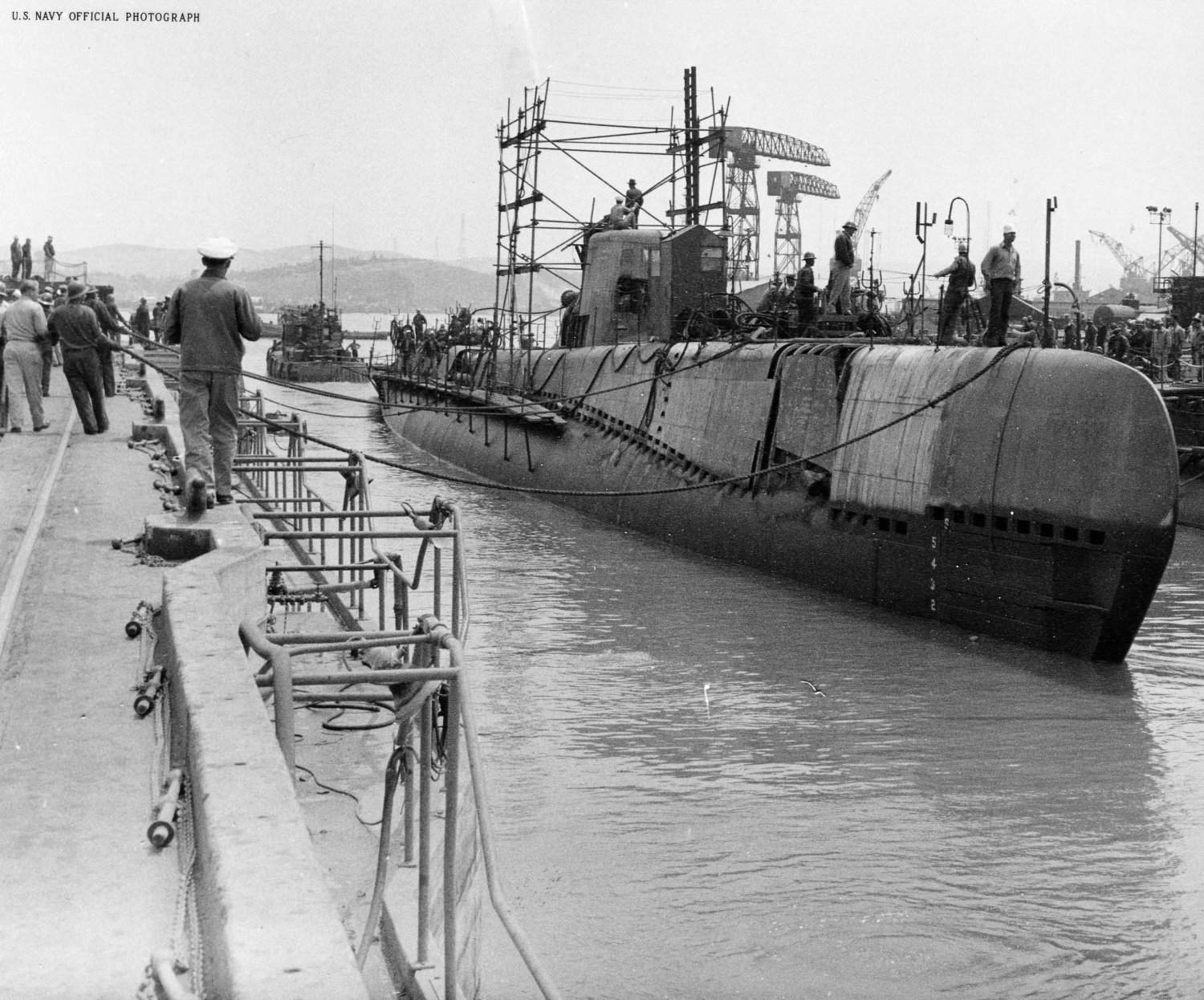
Tiru rời ụ tàu tại Xưởng hải quân Mare Island vào năm 1948.

Sau khi hoàn tất việc chạy thử máy và huấn luyện tại vùng bờ Tây Hoa Kỳ, Tiru lên đường vào ngày 10 tháng 2, 1949 để đi sang vùng biển Hawaii, được điều về Hải đội Tàu ngầm 12 và đặt cảng nhà tại Trân Châu Cảng. Nó thực hiện chuyến đi lặn dưới nước bằng ống hơi kéo dài 12 ngày từ Trân Châu Cảng về vùng bờ Tây, về đến San Diego, California vào ngày 27 tháng 6, 1950.
Vào ngày 9 tháng 6, 1951, Tiru lên đường cho lượt phục vụ đầu tiên tại khu vực Tây Thái Bình Dương, nơi nó hoạt động cùng lực lượng Liên Hiếp Quốc trong cuộc Chiến tranh Triều Tiên; nó rời cảng Yokosuka, Nhật Bản vào ngày 26 tháng 11, và về đến Trân Châu Cảng vào ngày 6 tháng 12. Chiếc tàu ngầm tiếp tục hoạt động tại vùng biển Hawaii cho đến khi nó lên đường cho lượt hoạt động thứ hai tại Viễn Đông vào ngày 24 tháng 2, 1952. Trong giai đoạn từ năm 1952 đến năm 1959, nó còn thực hiện thêm bốn lượt phục vụ tại khu vực Tây Thái Bình Dương, hoạt động huấn luyện cũng như tham gia các cuộc tập trận chống tàu ngầm và hoạt động cùng các tàu chiến thuộc Đệ Thất hạm đội. Lượt phục vụ thứ bảy kéo dài từ ngày 1 tháng 1 đến ngày 17 tháng 4, 1959.

### 1959 – 1965
Quay trở về Trân Châu Cảng sau chuyến đi, Tiru đi vào xưởng tàu vào ngày 4 tháng 5, 1959 để được hiện đại hóa trong khuôn khổ Chương trình Công suất đẩy dưới nước lớn hơn (GUPPY III), giúp cải thiện đáng kể tốc độ lặn dưới nước và tầm xa hoạt động. Thân tàu được kéo dài thêm một đoạn 12 ft (3,7 m), tháp chỉ huy được cấu trúc mới dài hơn 5 ft (1,5 m), trang bị một dàn sonar mới cùng hệ thống kiểm soát hỏa lực tiên tiến hơn. Nó hoàn tất việc nâng cấp vào ngày 31 tháng 12, 1959.
Sau giai đoạn chạy thử máy, thử nghiệm thiết bị mới và huấn luyện, Tiru khởi hành từ Trân Châu Cảng vào ngày 10 tháng 11, 1960 cho lượt phục vụ thứ bảy tại khu vực Tây Thái Bình Dương cùng Đệ Thất hạm đội; nó quay trở về Trân Châu Cảng vào ngày 10 tháng 5, 1961. Sau các hoạt động tại chỗ tại vùng biển Hawaii, nó lại được phái sang hoạt động tại Viễn Đông trong tháng 3 và tháng 4, 1962, rồi quay trở về khu vực Hawaii vào ngày 3 tháng 5. Sau đó nó hoạt động cùng một lực lượng đặc nhiệm tàu sân bay để thực hành tìm-diệt tàu ngầm. Trong một cuộc thực tập, một quả ngư lôi hoạt động sai đã gây hư hại nặng cho phòng ngư lôi phía sau và khiến 18 thành viên thủy thủ đoàn bị ngạt khí độc. Phản ứng kịp thời của những người khác đã ngăn chặn một thảm họa tồi tệ hơn. Chiếc tàu ngầm tiếp tục có thêm ba lượt phục vụ tại Viễn Đông cho đến năm 1965.

### 1966
Tiru có thêm một đợt nâng cấp khác từ ngày 6 tháng 12, 1965, khi nó bổ sung một hệ thống cách âm để giảm tiếng ồn khi lặn bằng ống hơi, cũng như bố trí lại bên trong tàu để cải thiện khả năng tác chiến và điều kiện sống. Sau khi chạy thử máy cho đến ngày 14 tháng 6, 1966, nó rời vùng biển Hawaii để đi đến Trường Ngư lôi Hải quân tại Keyport, Washington, nơi nó hiệu chỉnh và thử nghiệm hệ thống vũ khí mới. Nó rời vùng bờ Tây vào ngày 9 tháng 7 để quay trở lại Trân Châu Cảng.
Khởi hành từ Trân Châu Cảng vào ngày 26 tháng 9, 1966 cho một chuyến đi sang Viễn Đông, Tiru đi đến Brisbane, Australia vào ngày 12 tháng 10. Nó lên đường ba ngày sau đó để tham gia cuộc tập trận chống tàu ngầm trong biển Coral phối hợp giữa Hải quân Hoàng gia Anh, Australia, New Zealand và Hoa Kỳ, kéo dài trong chín ngày. Nó quay trở lại Brisbane vào ngày 26 tháng 10, rồi lên đường vào ngày 2 tháng 11 để đi sang vịnh Subic, Philippines. Trên đường đi nó bị mắc cạn tại đá ngầm Frederick thuộc quần đảo biển Coral cho đến ngày 6 tháng 11, khi nó được tàu khu trục Australia HMAS Vendetta (D08) và tàu kéo dân sự Carlock cứu hộ. Chiếc tàu ngầm quay trở lại Brisbane và vào ụ tàu tại Xưởng tàu South Brisbane để sửa chữa khẩn cấp tạm thời vòm sonar và vỏ ngoài tàu. Nó lên đường đi sang Yokosuka để được sửa chữa, có chặng dừng tại Guam để được tiếp liệu cặp bên mạn tàu tiếp liệu tàu ngầm Proteus (AS-19), đồng thời thay phiên thủy thủ đoàn. Nó đi đến Yokosuka vào ngày 29 tháng 11.

### 1967 – 1970
Sau khi hoàn tất việc sửa chữa, Tiru rời Yokosuka vào ngày 9 tháng 1, 1967 để đi sang Chin Hae, Hàn Quốc, và đã thực hành chống tàu ngầm cùng máy bay tuần tra đặt căn cứ tại Iwakuni trên đường đi. Chiếc tàu ngầm hoạt động cùng lực lượng chống tàu ngầm Hàn Quốc từ ngày 15 đến ngày 17 tháng 1, rồi quay trở lại Yokosuka vào ngày 22 tháng 1 để bảo trì. Nó lên đường làm nhiệm vụ đặc biệt từ ngày 7 tháng 2, đến ngày 20 tháng 3, rồi được phái sang hoạt động tại trạm Yankee ngoài khơi Việt Nam. Sau đó nó tập trận chống tàu ngầm cùng lực lượng Trung Hoa Dân Quốc (Đài Loan); rồi làm nhiệm vụ đặc biệt; và thực hành chống tàu ngầm cùng máy bay tuần tra đặt căn cứ tại Iwakuni trước khi quay trở về vùng biển Hawaii vào ngày 15 tháng 5.
Vào năm 1968, Tiru được điều động sang Đội tàu ngầm 72 thuộc Hải đội Tàu ngầm 7, trực thuộc Chi hạm đội Tàu ngầm 5. Đến ngày 16 tháng 5, nó chuyển sang trực thuộc Tư lệnh Đệ Thất hạm đội và chuyển cảng nhà đến Yokosuka. Sau lượt phục vụ tại khu vực Tây Thái Bình Dương, bao gồm những hoạt động tại vùng chiến sự trong khuôn khổ cuộc Chiến tranh Việt Nam, nó rời khu vực Viễn Đông vào ngày 4 tháng 10 để quay trở về Hoa Kỳ, và chuyển cảng nhà đến San Francisco, California. Tại đây con tàu được điều động sang Đội tàu ngầm 52 thuộc Hải đội Tàu ngầm 5, trực thuộc Chi hạm đội Tàu ngầm 1. Sau khi được đại tu và huấn luyện, nó lại lên đường vào ngày 12 tháng 11, 1969 cho một lượt phục vụ khác tại khu vực Tây Thái Bình Dương. Trực thuộc Tư lệnh Đệ Thất hạm đội từ ngày 6 tháng 12, nó đi đến Yokosuka vào ngày 10 tháng 12, rồi lên đường năm ngày sau đó để làm nhiệm vụ đặc biệt.
Tiru đã tham gia cuộc Tập trận Sea Rover phối hợp giữa các đơn vị hải quân Hoa Kỳ và Australia trước khi lên đường quay trở về nhà vào đầu năm 1960. Đang khi trên đường đến Guam để sửa chữa những hư hại trên đường đi, nó nhận được yêu cầu tìm kiếm và giải cứu một thuyền nhỏ bị trôi dạt trong hai ngày trong khi biển động. Chiếc tàu ngầm đã tìm thấy năm người, bao gồm hai người Nhật Bản, và đưa họ đến Guam vào ngày 14 tháng 4, 1970. Nó quay trở về San Diego vào ngày 8 tháng 5, sau một chặng dừng tại Trân Châu Cảng.

### 1970–1975
Sau khi đi đến San Francisco để được đại tu tại Xưởng hải quân Hunters Point, Tiru quay trở lại San Diego trước khi được điều sang phục vụ cùng Hạm đội Đại Tây Dương vào ngày 1 tháng 8, 1970. Khởi hành vào ngày 6 tháng 8, nó có các chặng dừng tại Acapulco, Mexico; Rodman, Panama và Kingston, Jamaica trước khi đi đến cảng nhà mới Charleston, South Carolina vào ngày 2 tháng 9. Chiếc tàu ngầm hoạt động huấn luyện và tập trận dọc theo vùng bờ Đông và vùng biển Caribe, được điều động sang Đội tàu ngầm 41 trực thuộc Hải đội Tàu ngầm 6 vào năm 1972, và cho đến năm 1975 đã có hai lượt biệt phái sang hoạt động tại vùng biển Châu Âu. 
Vào ngày 1 tháng 7, 1975, Tiru được cho xuất biên chế đồng thời rút tên khỏi danh sách Đăng bạ Hải quân để bán cho chính phủ Thổ Nhĩ Kỳ. Tuy nhiên, do mâu thuẩn sắc tộc tại đảo Cyprus đưa đến căng thẳng trong quan hệ giữa Thổ Nhĩ Kỳ và Hy Lạp có nguy cơ dẫn đến chiến tranh, Hoa Kỳ áp đặt lệnh cấm vận vũ khí đối với Thổ Nhĩ Kỳ, nên việc mua bán không thể tiến hành bất chấp mọi cuộc thương lượng. Cuối cùng vào ngày 19 tháng 7, 1979, Tiru bị đánh chìm như một mục tiêu bởi tàu ngầm Silversides (SSN-679) tại tọa độ 36°53′B 73°15′T / 36,883°B 73,25°T, khoảng 200 nmi (370 km) ngoài khơi mũi Hatteras, North Carolina.
Tiru là chiếc tàu ngầm lớp Balao cuối cùng nhập biên chế, và cũng là chiếc xuất biên chế sau cùng. Vào lúc xuất biên chế, Tiru là tàu ngầm cũ nhất từng phục vụ cùng Hải quân Mỹ; nó giữ danh hiệu này chỉ trong bốn ngày, sau khi tàu ngầm USS Tigrone (SS-419) xuất biên chế vào ngày 27 tháng 6, 1975.

## Phần thưởng
|             |                           |                                         |
| Bronze star | Bronze star · Bronze star | Bronze star · Bronze star · Bronze star |

| Huân chương Phục vụ Trung Hoa                                   |                                                                     |                                                        |
| Huân chương Phục vụ Phòng vệ Quốc gia với 1 Ngôi sao Chiến trận | Huân chương Viễn chinh Lực lượng Vũ trang với 2 Ngôi sao Chiến trận | Huân chương Phục vụ Việt Nam với 3 Ngôi sao Chiến trận |